# Trazione (fisica)
La trazione è uno sforzo normale {\displaystyle \sigma _{n}} positivo, cioè uno degli sforzi elementari di Lamé a cui può essere soggetto un corpo, insieme alla compressione, la flessione, il taglio e la torsione, e si misura pertanto in MPa. Per semplificazione si può dire che la trazione è la sollecitazione a cui è sottoposto un corpo che è soggetto a un sistema di forze divergenti. 

## Trazione meccanica
Data una forza normale {\displaystyle F_{n}>0} relativamente alla direzione della normale alla sezione generica a cui è applicata di area {\displaystyle A}, si definisce sforzo a trazione la grandezza {\displaystyle \sigma }, data da: 
{\displaystyle \sigma _{n}={\frac {F_{n}}{A}}>0}
Un esempio classico di trazione può essere quello di una corda, tirata ai suoi estremi, in equilibrio statico. Entra in gioco un equilibrio di forze {\displaystyle F}, uguali in modulo e direzione, ma di verso opposto, da cui la corda viene tesa. Le fibre che compongono la fune sono idealmente soggette a una tensione (sforzo) {\displaystyle \sigma } costante. 
Il principio di resistenza a rottura per trazione fu scoperto da Galileo Galilei e illustrato nel trattato Discorsi e dimostrazioni matematiche intorno a due nuove scienze del 1638 (giornata 1 - paragrafi 6,7). Dopo le sperimentazioni del Seicento e Settecento, la teoria tecnica della resistenza a trazione fu definita dall'ingegnere francese Claude-Louis Navier nel trattato Resumè des lecons del 1826 (Libro I - capitolo II estension) e perfezionata da De Saint-Venant nella seconda metà dell'Ottocento.
Volendo calcolare l'allungamento della corda provocato dalle due forze {\displaystyle F_{N}} contrapposte possiamo usare il seguente procedimento:
definiamo {\displaystyle {\varepsilon }}, deformazione del materiale:
{\displaystyle {\varepsilon }={\frac {\delta L}{L}}}
richiamiamo il legame fra tensione {\displaystyle {\sigma }} e deformazione {\displaystyle {\varepsilon }} ottenuto sperimentalmente per il materiale impiegato:
{\displaystyle {\sigma }={E}{\varepsilon }}
La formula che fornisce l'estensione della corda in seguito allo sforzo di trazione {\displaystyle F_{N}} è data da:
{\displaystyle {\delta L}={\frac {\sigma L}{E}}}
- {\displaystyle E} viene chiamato modulo di elasticità del materiale
- {\displaystyle {\varepsilon }} è la deformazione unitaria
- {\displaystyle L} è la lunghezza del provino, in questo caso la lunghezza della corda
- {\displaystyle {\delta L}} è l'allungamento del provino a causa della trazione.